# 은하수관현악단
은하수관현악단(銀河水管絃樂團)은 조선민주주의인민공화국의 관현악단이었다. 다만 대편성의 조선국립교향악단, 중소편성의 윤이상관현악단과는 많이 상이한 편제를 취하고 있었다. 창단 초에는 양악기 중심의 관현악 편성이었으나 이후 전면배합관현악을 기본으로 전자악기와 드럼세트가 포함된 형태를 갖추었으며 이 악단에서 연주하는 레퍼토리는 대체로 성악곡 위주이나 한 두 곡의 민요나 민요풍의 노래를 양악기, 민족악기, 배합편성 등으로 연주하였다.

## 특징
'은하수'라는 이름 자체는 대략 2008년부터 여성 중창단의 이름으로 조선민주주의인민공화국 언론에 오르내리기 시작했는데, 이 중창단은 그보다 좀 전이었던 2000년대 중반 잠깐동안 활동하다 사라진 국가중주단의 단원들로 구성되어 있었다. 국가중주단과 은하수관현악단 사이의 관계에 대한 자세한 확인은 조선민주주의인민공화국에서 자료를 내놓고 있지 않아서 불가능하지만, 국가중주단의 잔존 단원들을 중심으로 기악 반주를 담당할 관현악단을 별도로 꾸려 만든 단체로 유추된다.

## 역사
- 2009년 5월 - 김정일의 지시로 본 악단이 창단.[2]
- 2009년 9월 - 러시아의 21세기 관현악단과 러시아 국립 아카데미 합창단이 방북했을 때 만수대예술극장에 서 합동 공연을 개최.[3]
- 2010년 1월 - 이 녹화 자료로 목란비데오에서 DVD를 내놓기 시작했다.
- 2011년 1월 - 실황녹음 자료들로 같은 회사에서 CD도 발매하고 있다.
- 2011년 7월 28일 - 은하수관현악단 창작가, 예술인들과 공연 보장성원들에 대한 표창이 있었다. 표창식에서는 김일성상이 단장인 장조일에게, 김일성 시계표창이 리춘일·장무길·윤두근·차영도·리송일·박영호·강재영에게, 김정일 표창장이 백승란·김경희·박금희·림송희·김승립·오영재·김형찬·김유철·서경택·윤태건·문시훈에게, 김일성 청년영예상이 김향·김수향·김은성·리진혁에게 수여되었다. 또한 박광철·김해성·우정희·한상렬이 인민예술가 칭호를, 서은향·황은미·문경진이 인민배우 칭호를, 류우현·리명일·윤범주·전민철·정춘일·리명남·장정애·조형래·오승혁·최태식·최남일이 공훈예술가 칭호를, 문명삼·로은별·장영옥·유원철·김영범·전영수·정선영·박인옥·김철령·리옥화가 공훈배우 칭호를 받았다. 그리고 국기훈장 제1급, 노력훈장, 국기훈장 제2급, 국기훈장 제3급, 공로메달이 일꾼들과 창작가, 예술인, 근로자들에게 수여되었다.[4][5]
- 2012년 6월 - 현재까지 모두 열세 종류의 DVD와 열네 종류의 CD가 나왔다.[6]
- 2012년 3월 14일 - 프랑스 파리의 살르 플레옐에서 첫 해외 공연을 개최했다.[7] 1부에서는 윤범주와 리명일의 지휘로 '그네타는 처녀'등을 비롯한 조선민주주의인민공화국 창작곡 네 곡과 생상의 '서주와 론도 카프리치오소(문경진 협연)'를 연주했고, 서울시립교향악단의 정명훈이 지휘하는 2부에서는 라디오 프랑스 필하모닉 오케스트라와 합동으로 브람스의 교향곡 1번을 연주했다.[8] 이 공연은 프랑스와 독일의 합자 방송사인 아르테와 시테 드 라 뮈지크의 인터넷 스트리밍으로 생중계되었다.
- 2012년 3월 - 최고인민회의 상임위원회의 정령으로 김일성 훈장을 받았다.
- 2013년 4월 8일 - 성악배우 장영옥과 연주가 유원철에게 인민배우 칭호가, 연주가들인 조옥주, 남은하, 김수명, 김형일, 리정희에게 공훈배우 칭호가 각각 수여됐다. 이와 관련한 최고인민회의 상임위원회 정령이 8일 발표됐다.[9]
- 2013년 7월 27일 - 류경 정주영체육관에서의 '조국해방전쟁승리 60주년 7.27 경축음악회'는 은하수관현악단의 마지막 공연이었다. 이후 어떠한 공식적인 설명도 없이 은하수관현악단이라는 이름은 사라졌다. 악장 문경진, 제1바이올린 정선영은 2017년 12월 현재까지 더 이상 무대에서 볼 수 없었으며 다른 가수들과 연주자들은 다른 음악단체로 뿔뿔이 흩어졌다.
- 2013년 8월 -악단 악장 문경진 및 가수 현송월 등이 음란물 제작 판매 혐의로 공개 총살되었다는 보도가[10] 나왔으나 현송월의 경우에는 후에 오보로 밝혀졌다.
- 2014년 5월 제9차 전국예술인대회에서 현송월이 공개 석상에 나타나자, 현송월이 총살되었다는 보도는 사실이 아닌 것으로 확인이 되었다. 그리고 현송월이 인민군복을 입고 등장했는데, '륙군대좌'의 견장으로 보아 상당한 속도로 승진한 것으로 보여진다.[11]

## 악단 규모/편성
악단 규모는 현악 파트의 숫자가 비교적 적은 편이라 윤이상관현악단과 비슷한 중편성 정도의 몸집으로 보이지만, 조선민주주의인민공화국의 다른 서양식 관현악단과 달리 드럼과 일렉트릭 기타, 일렉트릭 베이스, 신시사이저 같은 소위 '밴드 악기' 와 색소폰 세대(알토-테너-바리톤)가 정식 편성되어 있다는 것이 가장 큰 차이점이다.
초기에는 주로 서양악기 위주로 편성되었지만, 2011년 이후로 소해금, 가야금, 장새납, 대금 등을 조선민주주의인민공화국에서 개량한 악기들이 더해지면서 서양악기와 민족악기가 거의 대등한 비율로 편성된 악단으로 바뀌었었다. 색소폰도 초기 공연 사진들을 보면 알토 3-테너 2-바리톤 1의 6인조라는 대규모 편제였지만, 편성을 바꾼 뒤로는 세 명으로 줄었다.

## 연주 스펙
바깥 세계에서 '팝스 오케스트라'라고 부르는 악단 스펙에 가장 근접한 형태인데, 특히 색소폰 주자들의 경우 간혹 중주단 형태로 악단 앞에 나와 빅 밴드 재즈 풍의 연주를 보여주기도 한다고 한다. 재즈나 블루스, 록 등 서구 대중음악을 '인민의 건전한 정신을 좀먹는 마약' 이라고 대놓고 비판하는 조선민주주의인민공화국 체제에서 굉장히 보기 드문 사례에 해당되지만 주민들의 수준이 높아진 것을 감안하여 이를 수용한 것으로 보인다.

## 구성원

### 지휘자
수석 지휘자는 평양음악대학을 피아노 전공으로 졸업하고 모교 관현악단에서 지휘 경험을 쌓은 뒤 오스트리아에서 유학한 리명일이 맡고 있다. 이외에 전민철, 윤범주, 김충일 등이 부수석 혹은 객원으로 지휘를 분담하고 있었는데, 2011년 이후로는 다른 지휘자 없이 리명일과 윤범주 2두 체제로 공연을 진행하고 있는 것으로 보인다.

### 단원 편성
단원들은 주로 어릴 적부터 조기 영재교육을 받고 평양음악대학을 비롯한 북한 각지의 음악 교육 기관을 우수한 성적으로 졸업한 경력이 있는 젊은 연주자들 위주로 뽑았다고 한다. 북한 유일의 음악 경연대회인 2.16 예술상을 비롯한 국내외 콩쿠르에서 입상하고 특전으로 해외 유학을 갔다온 연주자들도 배속되어 있고, 그 외에도 조선국립교향악단이나 윤이상관현악단 등에서 연주 경험을 쌓은 단원들 중 젊은 연주자들도 일부 재배치하여 입단시켰다. 남녀 혼합 편성이라는 것은 윤이상관현악단과도 비슷한 것 같은데, 다만 이 쪽은 뽑을 때 얼굴도 보는지 어쨌는지 외모도 출중한 편이라고 한다.

### 연주자
2013년 8월 공개 숙청으로 총살된 악장(콘서트마스터)인 문경진은 2005년에 개최된 카네티 국제 바이올린 콩쿠르에서 우승한 경력을 갖고 있고, 드럼을 맡고 있는 리진혁은 2000년 4월에 평양학생소년예술단이 첫 남한 공연을 했을 때 거의 모든 타악기를 상당한 실력으로 연주하는 모습을 보여주어서 화제가 된 인물이기도 하다.

### 악단의 해체 이후
2013년 악단의 해체 이후 남은 단원들은 공훈국가합창단 그리고 청봉악단 등으로 흩어졌다.
바이올린 연주자 김수명은 악단의 해체 이후 2015년 새롭게 창단된 청봉악단의 악장 겸 제1바이올린 주자로 새롭게 무대에 올랐으며, 역시 같은 바이올린 연주자 백현희, 박명진, 서국성도 청봉악단의 현악기 파트를 담당하고 있다. 피아노 여심 등도 청봉악단에서 볼 수 있다. 색소폰 황승철, 트럼펫 김철준은 청봉악단에서 2015년~2016년 동안 연주자로 참여하였으나 이후 공훈국가합창단으로 옮겨갔다.

## 상주 공연장
2011년 7월 16일에는 평양에 악단 상주 공연장인 은하수극장이 완공되었고, 김정일과 김정은이 개관 기념 음악회를 관람했다. 다만 극장 규모가 작은 편이라서, 대규모 청중을 동원하는 음악회의 경우 평양대극장이나 동평양대극장, 만수대예술극장, 인민극장, 류경정주영체육관 같은 평양 시내의 대형 공연장 혹은 평양체육관에서 개최하고 있다. 이외에 2012년 신년음악회 같은 특별한 경우에 한해 희천과 함흥 등 지방에서도 공연했다고 한다.

## 공연 장면 동영상
은하수관현악단의 공연 장면을 모은 동영상이다. 유튜브에 보면 조선국립교향악단처럼 이 악단의 연주 장면을 담은 영상이 올라오는데, 이 중 정치적인 문제가 없는 대한민국에서 연주된 창작곡 목록이나 서양 명곡.합창곡.민요 등을 연주한 장면을 모은 영상을 첨부한다.
민요 편곡
1.경상도 민요 옹헤야

경상도 민요인 옹헤야의 연주 장면. 색소폰 6중주가 독주로 나오는 빅 밴드 재즈 스타일의 편곡.민요의 편곡본 답게 민족악기(전통악기)중 꽹과리가 나오는 부분 배합관현악 식 빅 밴드 재즈 편곡이다. 색소폰 연주는 리철훈, 송용국, 김형일, 황승철, 리웅, 김성국. 지휘는 리명일이 맡았다.

2.민요 닐리리야

바이올린 독주 민요 닐리리야의 연주 장면. 2012년 3월 있었던 파리 공연의 실황이며, 바이올린 독주는 악단 악장인 문경진이 맡았다.

3.민요 아리랑

최성환 편곡의 민요 아리랑을 주제로 한 환상곡.이 역시 2012년 3월 은하수관현악단과 라디오 프랑스 필이 파리에서 합동 연주했을 때의 영상이다. 지휘는 앞서 브람스 교향곡을 지휘한 서울시립교향악단의 정명훈이 맡았다. 북한에서 유명한 최성환 편곡의 아리랑 환상곡을 축약/재편곡한 것으로 여겨진다.
서양 명곡
4.생상의 바이올린 독주와 관현악을 위한 '서주와 론도 카프리치오소'

조선민주주의인민공화국에서는 거의 들어볼 수 없다는 이 악단의 순수 서양 클래식 작품 연주다. 이 역시 2012년 3월 있었던 파리 공연의 실황이며, 독주는 악단 악장인 문경진이, 지휘는 리명일이 맡았다.
5. 즐거운 명절환상곡 

우리에게도 가장 잘 알려진 명절환상곡. 러시아인 지휘자가 맡았다.
만화영화 주제가 편곡
6.어린이를 위한 만화영화 주제가 모음

어린이를 위한 만화영화 주제가 모음. 화면에 나오는 영상에서는 만화영화의 장면이 자주 등장한다.지휘는 윤범주가 맡았다.
서양 성악곡
7.푸니꿀리 푸니꿀라

우리에게도 잘 알려진 서양 성악곡중 하나인 푸니꿀리 푸니꿀라이다. 지휘는 리명일 테너,소프라노는 정영욱 서은향 김옹삼 리금희가 맡았다.
북한 창작곡
8.청산벌에 풍년이 왔네

김영규 편곡의 청산벌에 풍년이 왔네를 3분 이내로 단축한 곡이다. 대한민국에서도 자주 무대에 올리는 곡 중의 하나이며 조선국립교향악단의 필수 레퍼토리로 가지고 있는 곡이기도 하다. 지휘는 리명일이 맡았다.

9 .남성독창과 합창 동해의 달밤

2000년도에 있었던 조선국립교향악단 서울공연 레퍼토리에 공훈배우 허광숙의 독창으로 포함된 목록이다. 독창은 김유철.

## 같이 보기
- 공훈국가합창단
- 만수대예술단
- 왕재산경음악단
- 보천보전자악단
- 삼지연악단
- 모란봉악단
- 청봉악단
- 국무위원회연주단